# 変旋光
変旋光（へんせんこう、mutarotation）とは、単糖のアノマーにおいて旋光度が自発的に変化する現象である。
α-アノマーとβ-アノマーはその化学的立体構造の違いから旋光度が違っている。α-アノマーとβ-アノマーの間には、鎖状構造を介した平衡が存在し、水溶液中の単糖ではこの三者が混合された状態にある。α-アノマーとβ-アノマーの比率の変動によって水溶液の旋光度に変化が見られ、やがて両者が平衡状態に達すると旋光度は一定になる。
マーチン・ローリーがニトロ-d-カンフル (nitro-d-camphor) の旋光性が時間とともに変化することを示し、変旋光と名付けた。

## 具体例
グルコース
α-D-グルコピラノースの旋光度が+112° β-D-グルコピラノースの旋光度が+18.7°であり、平衡混合物の比旋光度は52.7°を示す。
水中において平衡状態に達したとき、αとβの比率は36.4:63.6になる。
ガラクトース
α-D-ガラクトピラノースの旋光度が+150.7° β-D-ガラクトピラノースの旋光度が+52.8°であり、平衡混合物の比旋光度は80.2°を示す。
水中において平衡状態に達したとき、αとβの比率は27:73になる。